# Sara Sejin Chang
Sara Sejin Chang (Sara van der Heide, Busan, 1977) is een Koreaans-Nederlandse schilder, fotograaf, en mediakunstenaar. Chang is geboren in Zuid-Korea en opgegroeid in Nederland. Zij werd bekend onder haar adoptienaam Sara van der Heide, in 2016 nam ze haar Koreaanse naam aan. Changs werken zijn in verschillende nationale en internationale collecties en musea opgenomen.

## Opleiding en werk
Changs kunstcarrière begon met een opleiding aan de Amsterdamse Hogeschool voor de Kunsten (1995-1998). Ze vervolgde haar opleiding aan de AKI Academy of Art & Design (ArtEZ) in Enschede, waar ze van 1998-2001 schilderkunst studeerde. Van 1999-2001 was Chang deelnemer aan De Ateliers in Amsterdam. In 2007 is Chang als artist-in-residence verbonden aan het International Studio & Curatorial Program (ISCP) in New York. Van 2014-2018 was zij als vakdocent en projectleider van de werkgroep 'Thematische seminars' verbonden aan het Piet Zwart Instituut MFA-tutorial team.

## Thematiek en projecten
Vanaf 2001 verwierf Chang bekendheid als schilder. Sinds 2010 werkt zij ook in andere media zoals films, installaties, en werken met tekst. Chang zet deze media in om haar visie op de maatschappij te communiceren, een dialoog met de bezoeker aan te gaan, en onderwerpen als het eurocentrisch denken aan de orde te stellen.
Changs project Het Hollands kabinet (2010-2012) is hiervan een voorbeeld. Met dit project onderzoekt Chang waar de Nederlandse identiteit op is geënt. De betekenis van Het Hollands kabinet verwijst zowel naar een oud-Hollands opbergmeubel als naar de Nederlandse regering. Van 2010 tot 2012 bestond die uit een minderheidskabinet. Vanaf 14 oktober 2010, de dag dat het minderheidskabinet Rutte I werd geïnstalleerd, maakte Chang elke dag een tekening van een ander type kabinet (kast) uit de Nederlandse geschiedenis, waarin ook werd verwezen naar de rol van Nederland in de voormalige koloniën en slavernij. Op 23 april 2012 viel het kabinet, en kreeg het werk zijn definitieve vorm. Op die dag werd de laatste tekening Kabinet 558 aan de serie toegevoegd. Het werk is opgenomen in de collectie van het Van Abbemuseum en was onderdeel van het tentoonstellingsproject Becoming Dutch dat het Van Abbemuseum rondom het bevragen van de Nederlandse identiteit ontwikkelde (van mei 2008 tot oktober 2008).
In 2012 produceerde Chang een ander langdurig project, De Duitse bibliotheek Pyongyang. Dit project brengt de Duitse bibliotheek tot leven die tussen 2004 en 2009 door het Duitse Goethe-Institut in Pyongyang werd opensteld. Het Goethe-Institut geloofde niet alleen dat Duitsland een voorbeeld kon zijn voor Korea in het eenwordingsproces, maar ook dat Duitsland via Bach en de Duitse literatuur kon bijdragen aan het verenigen van de twee Korea's. Volgens Chang was dit een voorbeeld van macht en invloed van het eurocentrisch denken dat zij onder de aandacht wilde brengen. In 2015 werd het project in een gewijzigde vorm onder de titel Zeven vragen voor Azië tentoongesteld waarbij ook interactie met het publiek werd gezocht. Met dit project wilde Chang naar eigen zeggen een bijdrage leveren aan 'heling en historisch herstel'.
In 2016 bracht Chang een residency periode door in WIELS in Brussel. Daar maakte ze de film Brussel, 2016, die de stad, de hoofdstad van Europa, toont vanuit het perspectief van een imaginair gesprek met haar onbekende moeder. Chang legt de stad vast op een politiek historisch moment: direct na de bomaanslagen, waarbij 32 doden vielen, en vlak voor het Brexit-referendum. Brussels, 2016 is een intiem en een poëtisch portret van de stad, waarin verschillende realiteiten en Europese (koloniale) geschiedenissen parallel naast elkaar lijken te bestaan. Chang filmt vanuit een queer, feministisch en dekoloniaal perspectief. Ze legt de ‘fictieve fundamenten’ bloot, die ten grondslag liggen aan de stad Brussel en het Europa waar deze voor staat, juist door te spreken vanuit de alledaagse ontmoetingen met collega-kunstenaars, haar queer groep van vrienden, haar Roma en Syrische vluchtelingenburen en haar voorouders.
De betrokkenheid van Chang bij de verwevenheid van adoptie met koloniale geschiedenis blijkt ook uit het doorlopend kunstwerk en artistiek onderzoeksproject The Mother Mountain Institut (2017-2022). Hierin komen moeders, o.a. uit Zuid Korea en Bangladesh, wiens kinderen werden gestolen en voor transnationale en transraciale adoptie werden verhandeld. Het verdriet en de verlangens tussen moeder en kind worden gesymboliseerd door hemellichamen die in de ruimte om elkaar heen draaien en cirkelen.

### Prijzen
- 2023: Theodora Niemeijer Prijs[18]
- 2011: Jeanne Oosting Prijs[19]
- 2002: de Buning Brongers Prijs[20]
- 2001: de Koninklijke Subsidie voor de Koninklijke Prijs voor Vrije Schilderkunst[21]

### Publicaties
- 2005: Pnumbra[22] (isbn 978-90-808185-8-5)

### Tentoonstellingen (selectie)
- 2022- The Mother Mountain Institute van Sara Sejin Chang (Sara van der Heide), Casco Art Institute en het Hartwig Art Production
- 2022- Early works, De Ateliers, Amsterdam[23]
- 2021- Courtesy Sara Sejin Chang (Sara van der Heide), ARGOS Brussel[24]
- 2020- 11e Berlijnse Biënnale voor Hedendaagse Kunst, Berlijn[25]
- 2017- The Mother Mountain Institute, tentoonstelling To Seminar bij BAK[26]
- 2016- Brussels 2016, Het International Film Festival, Rotterdam
- 2016- Brussels,2016, Wiels, Centrum voor Hedendaagse Kunst, Brussel[27]
- 2015- 2016 -1e Asia Biennial/5th Guangzhou Triennial, Guangzhou; De Duitse Bibliotheek
- 2014- 19e Biënnale van Sydney, Sydney
- 2012- De Duitse Bibliotheek, Goethe instituut Amsterdam
- 2002- Contemporary art from the Netherlands, European Central Bank, Frankfurt am Main (DE)[28][29]